# Acción del precio
La acción del precio es un método de negociación bursátil consistente en el análisis de los movimientos básicos del precio, para generar señales de entrada y salida en las operaciones y que se destaca por su fiabilidad y por no requerir el uso de indicadores. Es una forma de análisis técnico, dado que ignora los factores fundamentales de un valor y considera principalmente el historial de precios. Se diferencia de otras formas de análisis técnico en que su enfoque principal es la relación entre el precio actual de un activo y sus precios anteriores en comparación con los valores derivados de ese historial de precios. Este historial incluye altibajos y mínimos de oscilación, líneas de tendencia y niveles de soporte y resistencia. 
Al aplicar el método de la acción del precio, el operador observa el tamaño relativo, la forma, la posición, el crecimiento (al ver el precio actual en tiempo real) y el volumen (opcionalmente) de las barras en una barra OHLC o de un gráfico de velas, comenzando con algo tan simple como una barra única, combinada frecuentemente con formaciones de gráficos que se encuentran en análisis técnicos más amplios, como promedios móviles, líneas de tendencia o rangos de negociación. La acción del precio no excluye otras técnicas de análisis, aunque un operador de acción de precios minimalista puede confiar en la interpretación del comportamiento de la acción del precio para construir una estrategia comercial.

## Proceso analítico
Un análisis de la acción del precio podría empezar con un análisis técnico clásico, por ejemplo los patrones de Edwards y Magee incluyen las líneas de tendencia, los break-outs (rupturas de soportes o resistencias) y los pull-backs (retrocesos o correcciones), y se complementan con análisis adicionales barra por barra, y a veces incluyen volumen. La acción de precio observada le da pistas al operador sobre el comportamiento actual y posible futuro de otros participantes del mercado. El operador puede explicar por qué un patrón particular es predictivo, en términos de toros (compradores en el mercado), osos (vendedores), la mentalidad de multitud de otros comerciantes, el cambio en el volumen y otros factores. Se requiere un buen conocimiento del maquillaje del mercado. La imagen resultante que construye un operador no solo buscará predecir la dirección del mercado, sino también la velocidad del movimiento, su duración e intensidad, todo lo cual se basa en la evaluación y predicción del operador sobre las acciones y reacciones de otros participantes en el mercado.
Los patrones de acción del precio ocurren con cada vela y el operador observa que varios patrones coinciden y tienen lugar en un orden particular, creando una "configuración" (en inglés, setup) que da como resultado una señal de compra o venta. Los operadores individuales pueden tener preferencias diferentes para el tipo de configuración en la que concentran en sus operaciones.

## La Acción del Precio en Forex
De forma muy extendida, la acción de precio forma parte de las técnicas análiticas más utilizadas por operadores y traders en Forex y CFDs.

## Implementación
El operador que utilice la metodología de la acción del precio usará setups para determinar las entradas y salidas de sus operaciones. Cada configuración tiene su punto de entrada óptimo. Algunos operadores también usan señales de acción de precio para cerrar operaciones, simplemente ingresan ante un determinado setup y salen ante la presencia de un setup negativo. De forma alternativa, el operador simplemente podría cerrar la operación ante un objetivo de ganancias (en inglés, take profit) específico. Este estilo de saludo está basado en niveles previos de soporte y resistencia de la gráfica. Un operador más experimentado tendrá sus criterios de entrada y salida más definidos, basados en su experiencia.
Un operador de la acción del precio experimentado estará bien entrenado para detectar múltiples barras, patrones, formaciones y setups al observar el mercado en tiempo real. El operador tendrá una opinión subjetiva sobre la fuerza de cada uno de estos y cuán fuerte es el setup en el que puede construirlos. Una configuración simple por sí sola rara vez es suficiente para indicar un intercambio. Debe haber una combinación de barras, patrones, formaciones y setups favorables, junto con una clara ausencia de señales opuestas.
En ese punto, cuando el operador esté satisfecho con que las señales de acción del precio son lo suficientemente fuertes, el operador seguirá esperando el punto de entrada o punto de salida apropiado en el que la señal se considera 'disparada'. Durante la negociación en tiempo real, las señales se pueden observar con frecuencia durante la construcción del setup, y no se consideran activadas hasta que la barra en el gráfico se cierra al final del período determinado del gráfico.
Ingresar a una operación basada en señales que no se han activado se conoce como ingreso temprano y se considera de mayor riesgo, ya que aún existe la posibilidad de que el mercado no se comporte como se predijo y actuará de manera que "no" active ninguna señal.
Después de ingresar a la operación, el operador necesita colocar un límite de pérdidas (en inglés, stop loss) para cerrar la posición con una pérdida mínima si la operación falla.
Según el método de Brooks, el operador colocará la orden de stop inicial 1 tick debajo de la barra que dio la señal de entrada (si va de largo - o 1 tick arriba si va corto) y si el mercado se mueve como se espera, mueve la orden de stop un tick debajo de la barra de entrada, una vez que la barra de entrada se ha cerrado y con un movimiento favorable adicional, buscará mover la orden de stop aún más al mismo nivel que la entrada, es decir al punto de equilibrio.
Brooks desaconseja el uso de una señal de la sesión de negociación anterior cuando hay una brecha más allá de la posición en la que el operador habría tenido la orden de detención de entrada en la apertura de la nueva sesión. El peor punto de entrada alteraría la relación riesgo / recompensa de la operación, por lo que no vale la pena ir por él.

## Observación del comportamiento
Por lo general, para un operador de acción del precio tiene gran importancia en la fialibilidad humana y la tendencia de los operadores en el mercado a comportarse como una multitud. Por ejemplo, un operador que es optimista respecto de una determinada acción podría observar que esta acción se está moviendo en un rango de $20 a $30, pero los operadores esperan que la acción suba a al menos $ 50. Muchos operadores simplemente comprarían las acciones, pero cada vez que cayera al mínimo de su rango de cotización, se desanimarían y perderían la fe en su predicción y venta. Un operador de acción del precio esperaría hasta que la acción alcanzara los $31.
Ese es un ejemplo simple de Livermore de la década de 1920. En un mercado moderno, el operador de acción del precio primero sería alertado sobre las acciones una vez que el precio haya caído hasta $ 31, pero conociendo lo contrario al sentido común del mercado y habiendo captado otras señales de la acción del precio, esperaría que la acción haga un retroceso para retirarse de allí y solo compraría cuando el retroceso finalice y la acción suba nuevamente.
Los niveles de soporte, resistencia y Fibonacci son áreas importantes donde el comportamiento humano puede afectar la acción del precio. Los "niveles psicológicos", como aquellos niveles que terminan en .00, son una ubicación activadora de orden muy común. Varias estrategias usan estos niveles como un medio para determinar dónde obtener ganancias o colocar un Stop Loss. Estos niveles son puramente el resultado del comportamiento humano, ya que se interpreta que dichos niveles son importantes.

## Regla de los 2 intentos
Una observación clave de los operadores de acción del precio es que el mercado a menudo vuelve a los niveles de precios donde se ha revertido o consolidado. Si el mercado se revierte a un cierto nivel, al volver a ese nivel, el operador espera que el mercado continúe más allá del punto de reversión o que retroceda nuevamente. El operador no realiza ninguna acción hasta que el mercado haya hecho una u otra.
Se considera que esto trae operaciones con mayor probabilidad de éxito, una vez que este punto ha pasado y el mercado continúa o se revierte. Los operadores no aprovechan la primera oportunidad sino que esperan una segunda entrada para realizar su operación. Por ejemplo, el segundo intento de los vendedores para forzar al mercado a nuevos mínimos representa, si falla, un doble fondo y el punto en el que muchos vendedores abandonarán sus opiniones bajistas y comenzarán a comprar, uniéndose a los alcistas y generando un fuerte movimiento ascendente.
También como ejemplo, después de una ruptura de un rango de negociación o una línea de tendencia, el mercado puede volver al nivel del rompimiento y luego, en lugar de reincorporarse al rango de cotización o la tendencia, se invertirá y continuará la ruptura. Esto también se conoce como "confirmación".

## Operadores atrapados
"Operador atrapado" es un término común en acción del precio que se refiere a los operadores que ingresaron al mercado con señales débiles, o antes de que se activaran las señales, o sin esperar confirmación, y que se encuentren perdiendo posiciones porque el mercado se vuelve en contra de ellos. Cualquier patrón de acción del precio que los operadores usaron como señal para ingresar al mercado se considera "fallido" y esa falla se convierte en sí misma en una señal para los operadores de acción del precio, p. ruptura fallida, rotura de línea de tendencia fallida, inversión fallida. Se supone que los operadores atrapados se verán forzados a salir del mercado y, si hay un número suficiente, esto provocará que el mercado se aleje de ellos, brindando una oportunidad para que los traders más pacientes se beneficien de su coacción. Por lo tanto, los "operadores atrapados" se utilizan para describir a los operadores en una posición que se detendrá si la acción del precio alcanza su límite de stop loss. El término está estrechamente relacionado con la idea de una "trampa" que Brooks define como: "Una entrada que se invierte inmediatamente en la dirección opuesta antes de que se alcance el objetivo de beneficio de un scalper, atrapando a los operadores en su nueva posición, forzándolos a cubrir una pérdida. También puede asustar a los operadores fuera de cualquier buena operación".
Debido a que muchos operadores colocan órdenes de detención de protección para salir de las posiciones que salen mal, todas las órdenes de detención colocadas por los operadores atrapados proporcionarán las órdenes que impulsarán el mercado en la dirección en que los comerciantes más pacientes apostaron. La frase "los stops saltaron" se refiere a la ejecución de estas órdenes de detención. Desde 2009, el uso del término "operadores atrapados" ha crecido en popularidad y ahora es un término genérico utilizado por los operadores de acción del precio y aplicado en diferentes mercados: acciones, futuros, forex, commodities, etc. Todas las estrategias trader atrapadas son esencialmente variaciones del trabajo pionero de Brooks.